# Sistem de guvern parlamentar
Sistemul de guvern parlamentar este un sistem politic în care guvernul condus de prim-ministru este numit de parlament în cooperare cu șeful statului și este responsabil din punct de vedere politic în fața parlamentului (vot de neîncredere, vot de încredere).
Executivul, adică guvernul, are, de asemenea, dreptul de a cere șefului statului să dizolve parlamentul. Guvernul este desemnat dintre reprezentanții națiunii cu majoritate în parlament. Șeful statului nu răspunde politic în fața parlamentului, ci a membrilor guvernului care contrasemnează actele sale oficiale. Sistemul de guvernare s-a dezvoltat în practica engleză în secolele al XVIII-lea și al XIX-lea. În prezent, este răspândită mai ales în țările din Europa de Est și țările nordice. În zilele noastre, există o tendință a guvernului de a deveni independent de parlament. 
Șeful statului este însărcinat în primul rând cu reprezentarea statului, iar actele emise de acesta trebuie contrasemnate în mod corespunzător. Prim-ministrul (și guvernul lui) are cea mai puternică poziție în acest sistem și este independent de președintele statului în activitățile sale.